# Escala de Táticas de Conflito
Escala de táticas de conflito (CTS) é um questionário baseado em técnicas quantitativas desenvolvido por Murray Straus em 1979 com o objetivo de revelar os meios empregados com mais frequência por homens e mulheres para resolverem conflitos familiares. O questionário identifica e mede três táticas distintas, sendo elas: a razão, quando o individuo recorre a discussão racional; a agressão verbal, que inclui insultos e ameaças; e a violência, quando o individuo recorre ao uso de força física para resolver o conflito. Uma escala de itens distribuídos em continuo e associados a cada uma dessas táticas mede a intensidade empregada, que pode variar de formas mais brandas a mais severas.

## Escala de Táticas de Conflito Revisada (CTS2)
A CTS2 foi desenvolvida por Straus e colegas em 1996 afim de resolver limitações observadas na primeira versão (como falhas na análise fatorial e operacionalização dos níveis de severidade das táticas de conflito empregadas) e tornar a identificação das táticas de conflito utilizadas mais abrangente ao incluir duas táticas de conflito que não faziam parte da CTS original: coerção sexual e abuso físico com sequelas.

## Escala de Táticas de Conflito entre Pais e Crianças (CTSPC)
A CTSPC foi desenvolvida em 1998 por Straus e colegas para identificar a relação de resolução de conflitos entre pais e filhos, incluindo as seguintes táticas de conflito:
- Técnicas de disciplina não violentas;
- Agressão psicológica;
- Agressão física

O CTSPC também inclui questões suplementares sobre casos de negligência, abuso sexual e disciplina na semana passada.

## Aplicação
A escala de táticas de conflito tem sido aplicada com diversificada finalidade: como forma de medir a epidemiologia da violência, como instrumento de auxilio em diagnósticos em terapia familiar e como medida de avaliação de eficácia em programas de tratamento para agressores.

## Vantagens
A CTS permite a identificação de uma série abrangente de táticas de conflitos, com um questionário com redação neutra em relação ao sexo ou gênero do perpetrador ou vítima da violência (diferindo de pesquisas com foco na vitimização das mulheres).

## Desvantagens
A CTS não leva em conta o contexto, a motivação e as consequências dos conflitos, sendo necessário que medidas adicionais especificas sejam adotadas afim de incluir estes fatores.